# 山梨県道41号須玉インター線
山梨県道41号須玉インター線（やまなしけんどう41ごう すたまインターせん）は、山梨県北杜市を通る県道（主要地方道）である。

## 概要
国道141号と中央自動車道須玉インターチェンジを結ぶ路線であり、全長は200m程度しかない。また、多くの市販の道路地図やオンラインの地図サービスには、中央自動車道の一部として掲載され、県道の表記がされていない。

### 路線データ
- 起点：山梨県北杜市須玉町（須玉インター入口交差点＝国道141号交点）
- 終点：山梨県北杜市須玉町（須玉インターチェンジ）
- 延長：約200m

## 歴史
- 1993年（平成5年）5月11日 - 建設省から、県道須玉インター線が須玉インター線として主要地方道に指定される[1]。

## 地理

### 通過する自治体
- 北杜市

### 交差する道路
- 国道141号（北杜市須玉町・須玉インター入口交差点、起点）
- 中央自動車道 須玉インターチェンジ（須玉IC料金所、終点）